# Zospeum tholussum

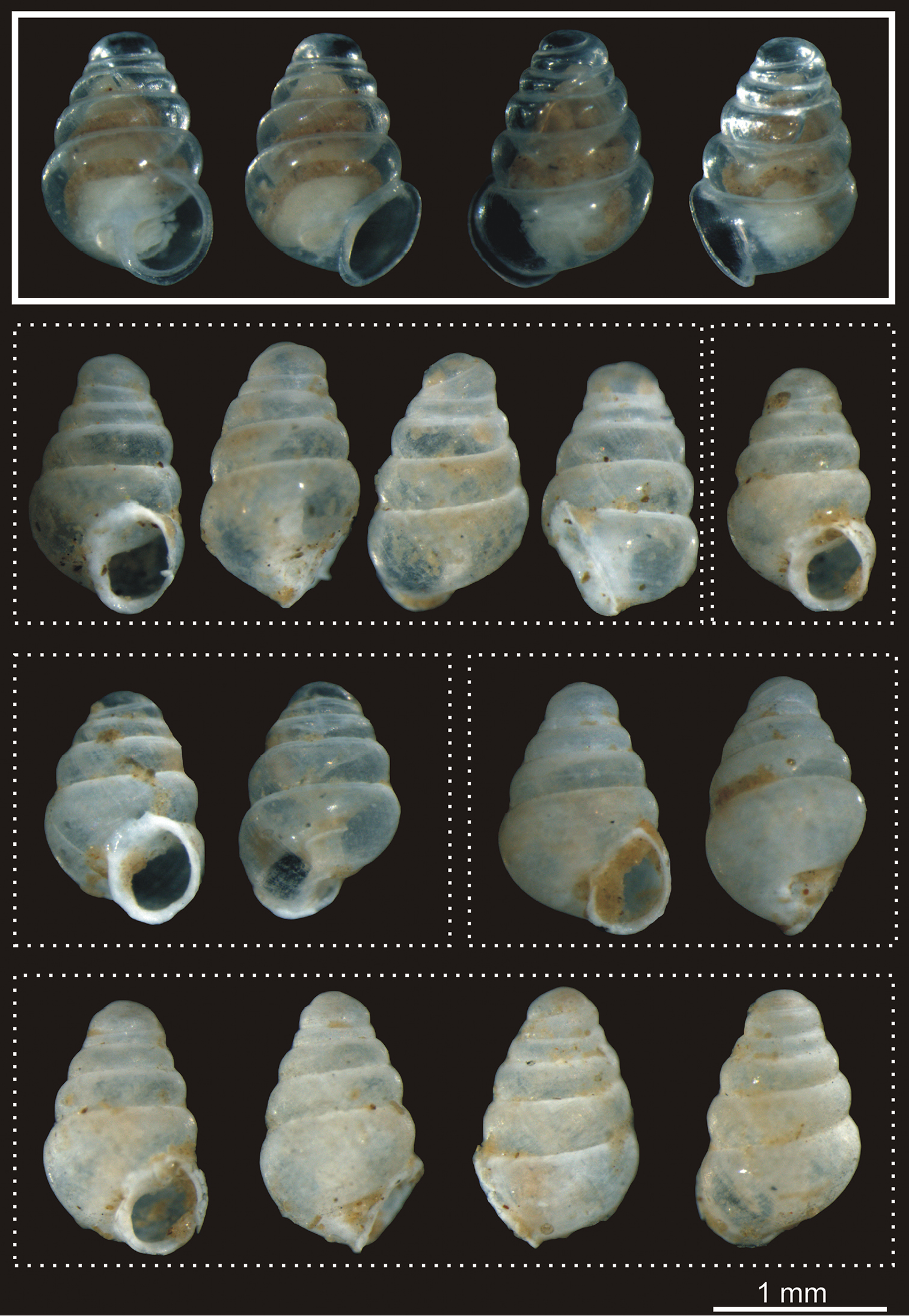
Holotyp und Paratypen von Zospeum tholussum

Zospeum tholussum ist eine sehr kleine, blinde Schneckenart aus der Familie der Zwerghornschnecken (Carychiidae) in der Ordnung der Lungenschnecken (Pulmonata). Sie lebt in absoluter Dunkelheit in 980 m unter der Erdoberfläche im Lukina Jama–Trojama-Höhlensystem im Velebit (Kroatien).

## Merkmale
Das rechtsgewundene Gehäuse ist 1,41 bis 1,81 mm hoch (n=7), die Breite variiert von 0,93 bis 1,12 mm. Die Mündung ist 0,44 bis 0,54 mm hoch und 0,38 bis 0,46 mm breit. Das Verhältnis Gehäusehöhe zu Gehäusebreite liegt zwischen 1,34 und 1,62, und das Verhältnis Mündungshöhe zu Mündungsbreite zwischen 1,05 und 1,30. Es sind fünf bis sechs Windungen vorhanden. Die zweite Windung ist auffällig vergrößert und weist zwei Drittel bis fünf Sechstel der Höhe der dritten und vierten Windung auf. Die Spindel ist nur schwach entwickelt, die Windung ist ohne Zähne und Falten.
Die Oberfläche ist glatt und glänzend. Die Schale ist sehr dünn und leicht zerbrechlich. Frische Gehäuse oder die Gehäuse von noch lebenden Tieren sind durchscheinend, pigmentlos, nicht mehr frische Gehäuse sind eher milchig-trübe.
Auch der Weichkörper ist glasig-hell, durchscheinend und pigmentlos. Die Fühler sind kegelförmig, Augen fehlen. Nur der Darminhalt ist bräunlich und scheint durch Weichkörper und Schale durch.

### Ähnliche Arten
Der DNA-Barcode weist die geringste Distanz zu Zospeum pretneri Bole, 1960 auf (etwa 5,6 %), ist jedoch deutlich über dem Wert (3,2 %), der für gewöhnlich ausreicht um Arten der Gattung Zospeum molekulargenetisch zu unterscheiden. In der generellen Gehäuseform erinnert Zospeum tholussum an größere Exemplare von Zospeum amoenum (Frauenfeld, 1856). Zospeum tholussum unterscheidet sich von dieser Art jedoch durch die stark aufgeblasene Form der zweiten Windung. Zospeum amoenum besitzt dagegen eine schwache, aber durchaus vorhandene Spindelfalte. Die genetische p-Distanz des DNA-Barcodes beträgt 11,7 % bis 12,1 %.
Im Lukina Jama–Trojama-Höhlensystem kommt noch eine zweite, bisher nicht beschriebene Zospeum-Art vor. Diese Art unterscheidet sich von Zospeum tholussum durch das Fehlen der typischen, aufgeblähten zweiten Windung, in der generellen Form des Gehäuses, durch einen gut ausgebildeten Mündungszahn und der deutlich kräftigeren Spindelfalte. Da kein lebendes Exemplar gefunden wurde, konnte die Art bisher nicht beschrieben werden. 

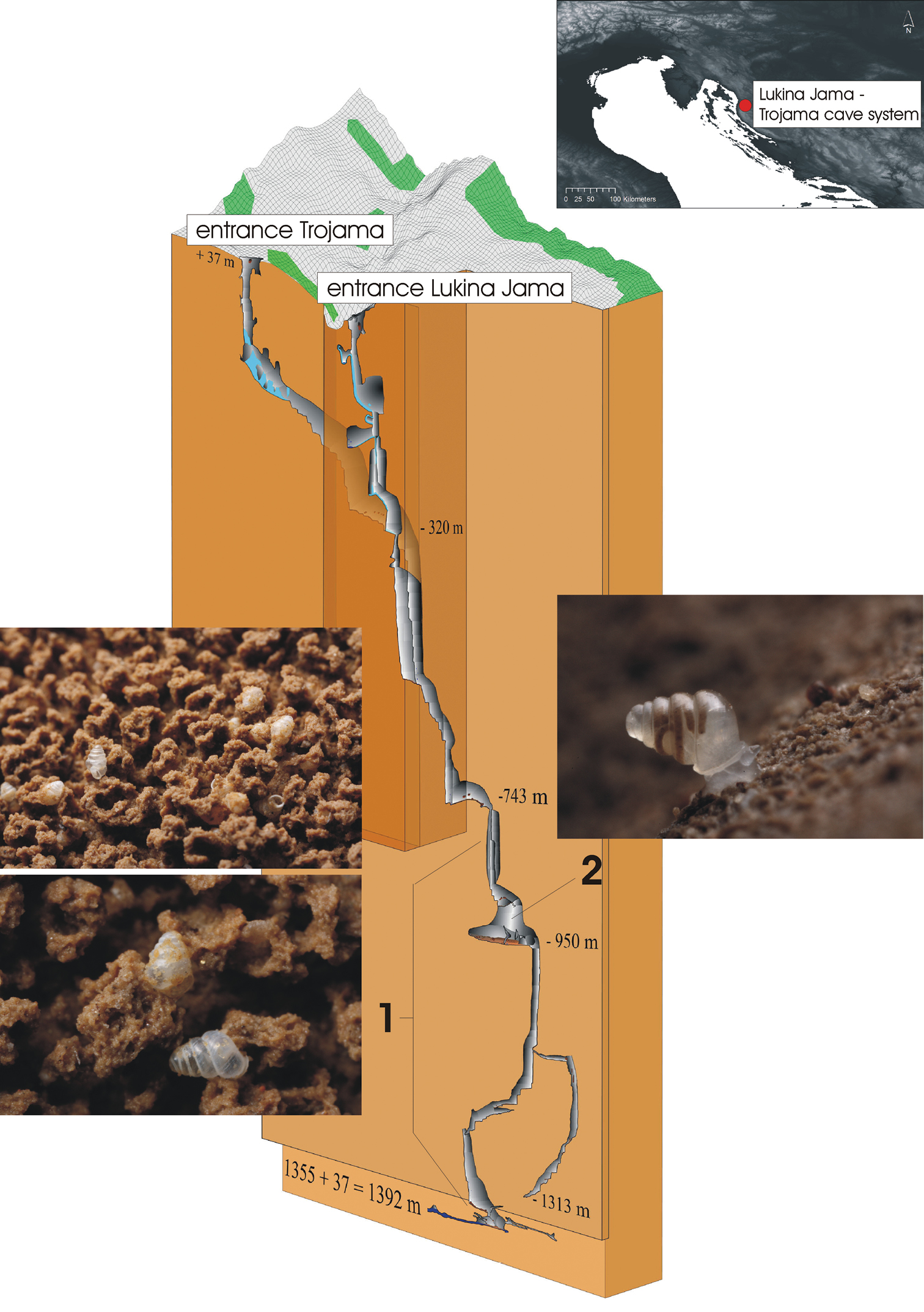
Das Lukina Jama–Trojama-Höhlensystem

## Geographische Verbreitung und Lebensraum
Das einzige lebende Exemplar wurde in einer großen Höhlenkammer (85 m lang, 70 m weit) in 980 m Tiefe gefunden. In der Höhlenkammer lagen eine große Menge kleinere und größere Gesteinsblöcke und Sand; in der Nähe des Fundpunktes floss ein kleines Rinnsal. Die Lufttemperatur betrug 3,3 bis 3,5 °C, die Wassertemperatur 5,1 °C und die Luftfeuchtigkeit 100 %. Leere Gehäuse wurden schon ab 800 m bis zur 980 m Tiefe in der Höhle gefunden. Die Gehäuse lagen alle auf Schichten von Höhlenton. Die ersten 200 m des Eingangsbereiches des Lukina Jama-Höhlensystem sind das ganze Jahr über in unterschiedlichem Ausmaß mit Schnee und Eis bedeckt. Bisher ist die Art nur aus dem Lukina Jama-Höhlensystem bekannt.

## Lebensweise
Die Tiere bewegen sich nur wenige Millimeter oder Zentimeter in der Woche. Sie ernähren sich von dem Aufwuchs auf den lehmigen Böden der Höhlen. Die meisten leeren Gehäuse wurden in Labyrinth-ähnlichen Weidestrukturen gefunden. Solche Weidestrukturen wurden auch schon in Höhlen in Nordspanien gefunden, in denen ebenfalls Arten der Gattung Zospeum leben. Die Art verbreitet sich passiv durch fließendes Wasser oder auch durch in Höhlen lebende Tiere.

## Taxonomie
Das Taxon wurde 2013 von Alexander Weigand in der Zeitschrift Subterranean Biology erstmals beschrieben. Die Art ist bisher nur von der Typlokalität bekannt. Der Artname ist vom lateinischen Wort tholus abgeleitet, das Kuppel oder Dom bedeutet. Der Artname spielt auf die stark aufgeblähte, dom-artige zweite Windung an.

## Medienrezeption
Im Jahr 2014 wurde die Art in die Top Ten der neu beschriebenen Arten (des Vorjahres) gewählt. Die Art beeindruckte die Mitglieder der Auswahlkommission durch die Geist-ähnliche Erscheinung, da Gehäuse wie auch Körper ohne Pigmente sind. In den Medien wird diese Top Ten der neubeschriebenen Arten gerne als die skurrilen oder sogar skurrilsten neuen Arten vorgestellt (z. B. der Spiegel oder Focus).

## Belege